# Emil Kašpar
Emil Kašpar (10. května 1907 Řepníky – 1. května 1998) byl český pedagog, jeden ze zakladatelů didaktiky fyziky. Po 2. světové válce působil ve Výzkumném ústavu pedagogickém v Praze. Od roku 1953 působil na Vysoké škole pedagogické v Praze a v roce 1959 přešel na matematicko-fyzikální fakultu UK v Praze, kde byl v roce 1962 jmenován profesorem. V roce 1962 byl také jmenován zasloužilým členem JČMF.

## Biobliografie
- Kašpar, E., Březina, F., Janovič, J.: Problémové vyučování a problémové úlohy ve fyzice, SPN, Praha 1982
- Kašpar, E. a kol.: Didaktika fyziky - obecné otázky, SPN, Praha 1978, 355 str.
- Kašpar, E.: Kapitoly z didaktiky fyziky 2, SPN, Praha 1963, 201 str.
- Kašpar, E.: Kapitoly z didaktiky fyziky 1, SPN, Praha 1960, 195 str.
- Kašpar, E., Cestou k atomu, Družstevní práce, 1950, 152 str.